# 재미있는 세상
《재미있는 세상》은 1990년 10월 29일부터 12월 18일까지 방영된 MBC 월화 미니시리즈이다.

## 등장 인물
- 김혜수: 서병숙 역
- 강문영: 최경옥 역
- 신충식: 서형일 역
- 김을동: 병숙의 어머니 역
- 홍성민: 최광 역
- 오지명: 서형원 역
- 오미연
- 조형기
- 정성모
- 차재홍
- 오현섭
- 유퉁
- 김복희